# Ogdoconta justitia
Ogdoconta justitia är en fjärilsart som beskrevs av Dyar 1919. Ogdoconta justitia ingår i släktet Ogdoconta och familjen nattflyn. Inga underarter finns listade i Catalogue of Life.